# Petar Jelenić
Petar Jelenić (* 13. Juni 1987 in Split, SR Kroatien) ist ein ehemaliger Tennisspieler aus Kroatien.

## Karriere
Jelenić kam zu vielversprechenden Ergebnisse auf der ITF Junior Tour der unter 18-Jährigen. Mit Rang 7 erreichte er dort seine beste Platzierung. Bei den Grand-Slam-Turnieren hatte er 2005 im Doppel der US Open sein bestes Resultat mit einem Halbfinale.
Schnell fasste er auch bei den Profis Fuß und stand 2006 auf der drittklassigen ITF Future Tour erstmals im Finale. Im Doppel gewann er seinen ersten Future-Titel. Auch in der Weltrangliste war er mit Platz 520 im Einzel und 643 im Doppel erfolgreich für sein erstes Jahr als Profi. In den Folgejahren 2007 und 2008 konnte er daran jedoch nicht anknüpfen und verlor im Ranking einige Plätze. Erst 2009 gelang ihm wieder ein Aufwärtstrend, als er gleich drei Finals auf Future-Ebene erreichte und auch seinen einzigen Einzel-Titel dort gewann – im Doppel schaffte er im selben Jahr seinen zweiten zu gewinnen. Wegen seiner aufsteigenden Form bekam er 2010 in Zagreb von den Turnierverantwortlichen eine Wildcard und so zu seinem einzigen Auftritt auf der ATP Tour. Hier gewann er sogar sein Erstrundenmatch gegen den Qualifikanten Ilija Bozoljac und unterlag danach Michael Berrer. Kurz danach stand er in der Weltrangliste mit Platz 467 auf seinem Karrierehoch und beendete im selben Monat noch seine Karriere. In dieser hatte er auch nur unregelmäßig an Turnieren teilgenommen.